# Saint-Ouen-Marchefroy
Saint-Ouen-Marchefroy är en kommun i departementet Eure-et-Loir i regionen Centre-Val de Loire strax norr om centrala Frankrike. Kommunen ligger i kantonen Anet som tillhör arrondissementet Dreux. År 2022 hade Saint-Ouen-Marchefroy 293 invånare.

## Befolkningsutveckling
Antalet invånare i kommunen Saint-Ouen-Marchefroy
Referens:INSEE